# 美浦波旁
美浦波旁 （日语：ミホノブルボン），是日本純種競賽馬匹，生涯活躍於中距離賽事，曾於1992年達成無敗二冠的成就，因其常常於斜坡上訓練耐力，且於比賽中經常以優秀的速度實施精準的領放戰術，而被稱為「斜坡的天才」（坂路の申し子）、「賽博馬」（サイボーグ）及「栗毛超特急」（栗毛の超特急）。

## 出賽前
1989年4月25日出生於北海道門別町（今日高町）原口圭二牧場，成長途中被賽馬團體兼公司美浦商事以750萬日圓購入。
1991年4月交由栗東訓練中心練馬師戶山為夫訓練。

## 競賽生涯

### 3歲（現2歲）
1991年9月7日出戰中京競馬場3歲新馬戰，開閘後由於被兩旁的賽駒Radish Boy及Eishin Active夾擊而無法順利搶佔先頭，於幾乎最後的位置追走。進入直路後，其成功抽出外檔並順利加速，跑出全場最快末腳下於最後50米取得領先，最終保持優勢下拉開第二的Hoei Seiko 1 1/4馬位取得首勝。 
但其後被發現患有骨膜炎，休養2個月後於11月23日的3歲500萬獎金以下條件戰復出，比賽途中保持於第二的位置，進入直路加速並於最後400米取得領先，最終以6馬位的巨大優勢獲勝。
12月8日出戰朝日盃三歲錦標，比賽初段由Meiner Arthur帶出領放，美浦波旁則於第二的位置追趕對手。進入直路後，由於領放的Meiner Arthur失速沉底，其迅速佔先並和同一時間衝出的Yamanin Miracle展開纏鬥，兩駒之爭奪一直延續至最後關頭，最終美浦波旁成功以鼻位險勝奪得首個分級賽冠軍，亦爲練馬師戶山爲夫帶來首個一級賽優勝及爲騎師小島貞博帶來首個平地一級賽冠軍。
年末，由於其以三戰三勝的神勇姿態奪得一級賽優勝，於評選中以近乎全票的174票當選最佳3歲雄馬。

### 4歲（現3歲）
1992年年初原定出戰新山紀念，但其因於1月8日在斜坡的訓練中扭傷左腰而需短暫休養，因而決定轉戰日程較後的春季錦標。
3月29日按照計劃出戰春季錦標，比賽初段騎師小島遵照練馬師戶山賽前給予的指示，開閘後出席指揮美浦波旁搶佔先頭位置領放，並一直保持於領先的位置。進入直路後，面對本場比賽較快的步速，處於先頭部隊的馬匹例如櫻花進王紛紛體力不支失速，但此時美浦波旁絲毫未有疲倦的跡象，反而進一步衝刺拉開如後方馬匹的距離，最終於其驚人的速度下成功以7馬位的優勢率先衝線奪冠。
4月19日出戰皋月賞，賽前因其絕佳的狀態而以1.4倍的壓倒性獨贏賠率獲得第一人氣。比賽開始後，其再次選擇領放戰術取得領先，並做出前1000米59.8秒的較快步速，通過第三彎道時，雖然後方的馬匹開始迫近，但其仍然保持速度於前方領放，最終其成功一放到底以2 1/2馬位奪得冠軍。
贏得皋月賞後陣營將目標直指東京優駿（日本打吡），雖然於5月15日訓練過後被檢查出右前腳橈骨有骨膜炎的即將，但於泳池訓練過後隨即快速恢復，並於5月19日重新返回斜路進行訓練。
5月31日按照計劃出戰東京優駿，面對NHK盃冠軍Narita Taisei等強敵仍然可以獲得第一人氣。比賽開始後，雖然其處於第15檔較外檔的位置，但仍然積極爭搶先頭位置進行領放，並於第一彎道經已和處於第二的米浴保持3馬位距離，通過第二彎道後進入獨走狀態，但經過第三彎道後放慢速度保留體力。進入直路後，面對東京競馬場直路上的斜坡，其保持穩定的節奏不斷加速，最終不斷拉開與後方馬匹的距離下以4馬位壓過第二的米浴率先衝線，成功成爲計上年度東海帝王後又一匹無敗二冠馬。
夏季於北海道早來町（今安平町）吉田牧場放草後，在10月18日出戰菊花賞前哨戰京都新聞盃。比賽開始後，其仍然採用拿手的領放戰術，比賽途中一直保持領先。縱使於第三彎道一直處於先頭位置的米浴迫近，仍然無阻美浦波旁憑藉比賽初段建立的優勢以破紀錄的2分12.0秒奪得七連勝。
11月8日出戰菊花賞，由於美浦波旁有機會成爲計「皇帝」魯鐸象徵後第二匹的無敗三冠馬，因而當天吸引了若12萬馬迷前往京都競馬場觀賽。比賽開始後，由於Kyoei Bowgun以更快的速度搶佔先頭位置快放，因而騎師小島指揮美浦波旁於第二位置追趕，並於比賽初段多次壓制其想加速的衝動。通過第三彎道後，前方快放的Kyoei Bowgun失速沉底，此時美浦波旁把握機會快步佔先，並於直路上保持優勢。然而最後100米時，由外檔奮力衝刺的米浴突然殺傷，最終美浦波旁被超越之下以1 1/4馬位差距吞下生涯首敗。
其後原定打算出戰日本盃，但於備戰時被發現右後腳有不良於行的症狀，而放棄計劃，轉而進入休養。
年末，由於其於年間達成無敗二冠的成就，於評選中以全票176票當選最佳4歲雄馬，亦以157票當選日本馬王。

### 5歲（現4歲）
1993年年初原定復出，但1月27日右後腳脛骨患上骨膜炎需要再度放草休養，2月4日前往吉田牧場放草，4月7日右後腳再度因傷患骨折。
5月29日，練馬師戶山因食道癌過身，因而短暫轉移至鶴留明雄馬房，其後又於9月轉入松元茂樹馬房。
10月13日，因腳部傷患未有好轉，陣營決定安排其前方福島縣磐城市競走馬綜合研究所常盤分所（今競走馬康復中心）接受溫泉治療。但一直未有進展之下，陣營最終於1994年1月19日宣佈安排其退役，並於2月6日在東京競馬場舉行退役儀式。

### 詳細賽績
| 日期       | 舉辦國家 | 馬場 | 距離       | 級別 | 賽事名稱         | 負重 | 騎師     | 馬號 | 出馬 | 名次 | 時間   | 頭馬（二馬）        |
| ---------- | -------- | ---- | ---------- | ---- | ---------------- | ---- | -------- | ---- | ---- | ---- | ------ | ------------------- |
| 7/9/1991   | 日本     | 中京 | 草1000     |      | 3歲新馬          | 53   | 小島貞博 | 3    | 13   | 1    | 0:58.1 | （Hoei Seiko）      |
| 23/11/1991 | 日本     | 東京 | 草1600     |      | 3歲500萬獎金以下 | 54   | 小島貞博 | 9    | 11   | 1    | 1:35.1 | （Kuri Try）        |
| 8/12/1991  | 日本     | 中山 | 秦安縣1600 | GI   | 朝日盃三歲錦標   | 54   | 小島貞博 | 4    | 8    | 1    | 1:34.5 | （Yamanin Miracle） |
| 29/3/1992  | 日本     | 中山 | 草1800     | GII  | 春季錦標         | 56   | 小島貞博 | 1    | 14   | 1    | 1:50.1 | （Mermaid Tavern）  |
| 19/4/1992  | 日本     | 中山 | 草2000     | GI   | 皋月賞           | 57   | 小島貞博 | 4    | 17   | 1    | 2:01.4 | （Narita Taisei）   |
| 31/4/1992  | 日本     | 東京 | 草2400     | GI   | 東京優駿         | 57   | 小島貞博 | 15   | 18   | 1    | 2:27.8 | （米浴）            |
| 18/10/1992 | 日本     | 京都 | 草2200     | GII  | 京都新聞盃       | 57   | 小島貞博 | 10   | 10   | 1    | 2:12.0 | （米浴）            |
| 8/11/1992  | 日本     | 京都 | 草3000     | GI   | 菊花賞           | 57   | 小島貞博 | 7    | 18   | 2    | 3:05.2 | 米浴                |

## 退役後
退役後，美浦波旁成爲了配種馬，於北海道門別町（今日高町）日高輕種馬農業協同組合門別種馬場休養，在1994年進行配種，配種費爲200萬日圓。首批子嗣於1995年出生。首批子嗣可於1997年出賽。
其後被轉移至位於同町的出生地、即現今被改組成Funny Friends牧場的原口圭二牧場繼續進行配種工作。
2012年11月1日由配種馬退役，前往同町的Smile牧場進行養老生活。
2017年2月21日因衰老以28歲的高齡死亡。

## 血統簡介
父系Magnitude爲愛爾蘭賽駒，生涯六戰全敗，但配種成績優秀，其子嗣包括1982年櫻花賞冠軍Erebus等。祖父水車礁石爲美國出生的英國賽駒，生涯戰績極佳，曾勝出葉森打吡、日蝕大賽、英皇佐治六世及皇后伊利沙伯錦標及凱旋門大賽四項歐洲一級賽。
母系Katsumi Echo爲日本馬匹，生涯無出賽紀錄。外祖父Chalet爲法國馬匹，生涯同樣無出賽紀錄。

### 血統表
| 父線：水車礁石系（Never Bend系）     |                               |               |                 |
| 種馬 Magnitude 1975年（棗色）        | 水車礁石 1968年（棗色）       | Never Bend    | Nasrullah       |
| 種馬 Magnitude 1975年（棗色）        | 水車礁石 1968年（棗色）       | Never Bend    | Lalun           |
| 種馬 Magnitude 1975年（棗色）        | 水車礁石 1968年（棗色）       | Milab Mill    | Princequillo    |
| 種馬 Magnitude 1975年（棗色）        | 水車礁石 1968年（棗色）       | Milab Mill    | Virginia Water  |
| 種馬 Magnitude 1975年（棗色）        | Altesse Royale 1968年（栗色） | Saint Crespin | Aureole         |
| 種馬 Magnitude 1975年（棗色）        | Altesse Royale 1968年（栗色） | Saint Crespin | Neocracy        |
| 種馬 Magnitude 1975年（棗色）        | Altesse Royale 1968年（栗色） | Bleu Azur     | Crepello        |
| 種馬 Magnitude 1975年（棗色）        | Altesse Royale 1968年（栗色） | Bleu Azur     | Blue Prelude    |
| 繁殖雌馬 Katsumi Echo 1983年（黑色） | Chalet 1976年（棕色）         | Luthier       | Klairon         |
| 繁殖雌馬 Katsumi Echo 1983年（黑色） | Chalet 1976年（棕色）         | Luthier       | Flute Enchantee |
| 繁殖雌馬 Katsumi Echo 1983年（黑色） | Chalet 1976年（棕色）         | Christiana    | Double Jump     |
| 繁殖雌馬 Katsumi Echo 1983年（黑色） | Chalet 1976年（棕色）         | Christiana    | Mount Rosa      |
| 繁殖雌馬 Katsumi Echo 1983年（黑色） | High Flame 1968年（棗色）     | Your Highness | Chamossaire     |
| 繁殖雌馬 Katsumi Echo 1983年（黑色） | High Flame 1968年（棗色）     | Your Highness | Lady Grand      |
| 繁殖雌馬 Katsumi Echo 1983年（黑色） | High Flame 1968年（棗色）     | Kami Yamato   | Rising Flame    |
| 繁殖雌馬 Katsumi Echo 1983年（黑色） | High Flame 1968年（棗色）     | Kami Yamato   | Corona          |
| 雌系：號族：11-c                     |                               |               |                 |
| 五代內近親交配：Nearco 5×5           |                               |               |                 |

## 命名由來
名字中，Mihono（ミホノ）是馬主美浦商事冠名，出自其公司名稱，香港早期有媒體會翻譯为同音的「三蒲」，Bourbon（ブルボン）則出自法國之波旁王朝。

## 外部連結
- 美浦波旁 netkeiba.com （页面存档备份，存于）
- 血統表 （页面存档备份，存于）